# Toubkal Nationalpark
Toubkal Nationalpark er en nationalpark i bjergkæden Høje Atlas 70 km syd for Marrakesh i det centrale vestlige Marokko. Parken blev etableret i 1942 og dækker et område på 380 km2. Jbel Toubkal er parkens højeste bjerg og det højeste i Nordafrika på 4.167 meter over havet.

## Arkæologiske steder
I oktober 2012 blev salafister beskyldt for at ødelægge en 8.000 år gammel petroglyph i parken, der skildrede Solen som guddommelig.
I parken ligger bjergene:
- Toubkal (4.167 m)
- Ouanoukrim (4.089 m)
- Plateau de Tazarhart (3.995 m)
- L'Aksoual (3.910 m)
- Ineghmar (3.892 m)
- Bou Iguenouane (3.882m)
- Le Tichki (3.753 m)
- Azrou Tamadout (3.664 m)